# Kraftwagen-Verkehr Koblenz
Die Kraftwagen-Verkehr Koblenz GmbH (KVG) ist ein Verkehrsunternehmen aus Koblenz. Es wurde am 19. März 1925 gegründet.
Sie eröffnete am 6. Juni 1926 die 25 km lange Omnibuslinie Koblenz–Lay–Dieblich–Alken–Brodenbach–Burgen, die auf der Bundesstraße 49 am rechten Ufer der Mosel entlangführt.
1968 standen dafür acht MAN-Busse zur Verfügung, 1983 waren es zehn. Im Jahre 1970 wurde die Linie bis Burgen um 5 km verlängert. An Schultagen fahren einige Busse bis nach Macken im Hunsrück weiter. Der Fahrplan der Linie Nr. 301 im VRM – Verkehrsverbund Rhein-Mosel sieht derzeit montags bis freitags sechzehn Fahrten vor, samstags neun und sonntags sechs.
Zum 14. März 2019 erwarb die Energieversorgung Mittelrhein (EVM) 45 % der Anteile an der Kraftwagen-Verkehr Koblenz GmbH von den Stadtwerken Koblenz, so dass die EVM seitdem 67,60 % der Anteile dieses Unternehmens hält. Der Landkreis Mayen-Koblenz hält die übrigen 32,4 % der Anteile. Aufgrund des Kaufs der EVM Verkehrs GmbH – zuvor eine Tochter der EVM – durch die Stadtwerke Koblenz am 1. Oktober 2019 erbringt dieses Verkehrsunternehmen mit dem neuen Namen Koblenzer Verkehrsbetriebe keine Dienstleistungen mehr für die KVG. Zum 28. September 2019 übernahm die KVG Zickenheiner den Betrieb der Linie zwischen Koblenz und Burgen. Die Konzession dieser Linie gehört weiterhin der KVG.

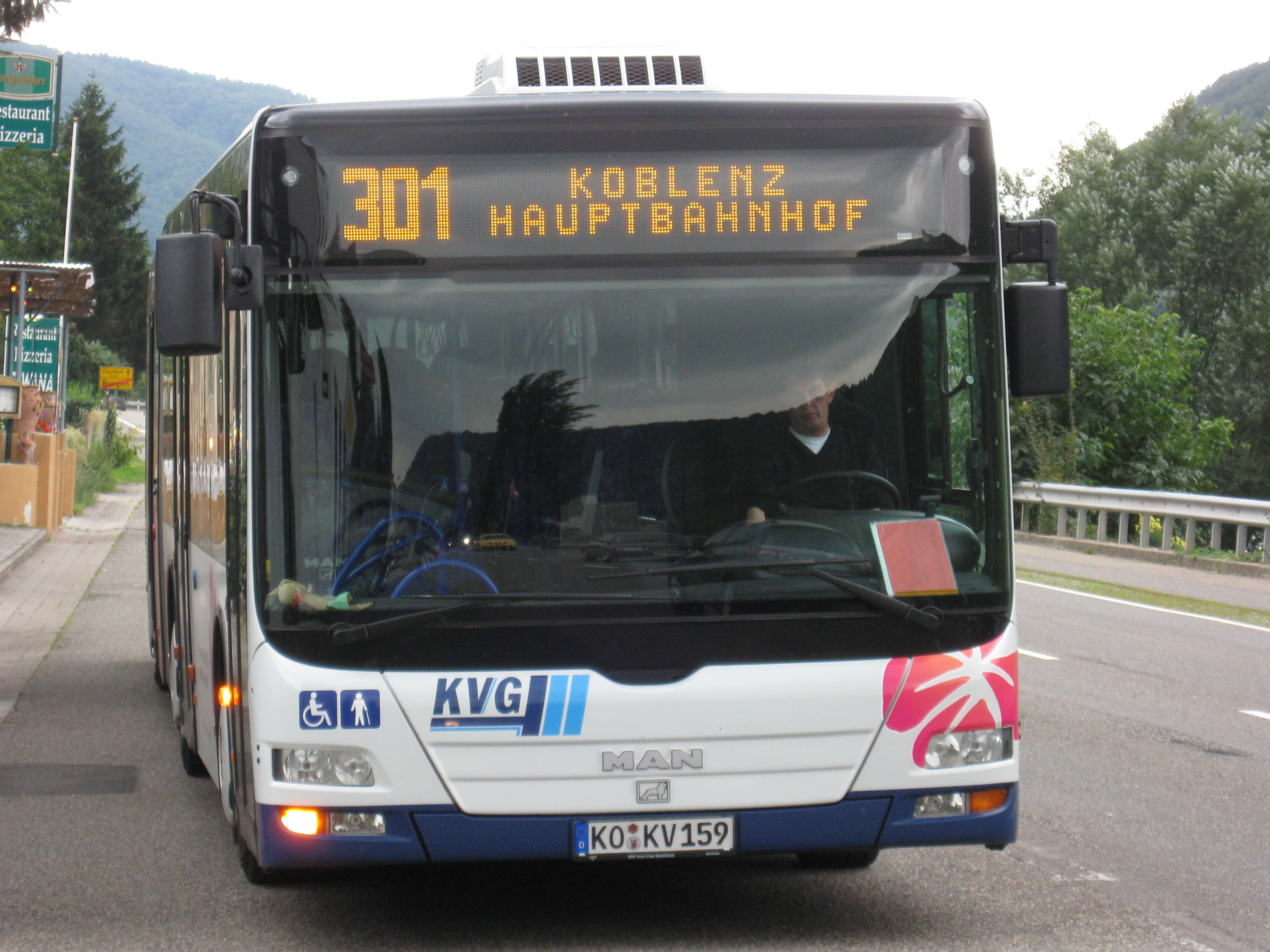
KVG Linienbus in Burgen an der Haltestelle "Brunnenweg" am 12-09-2010
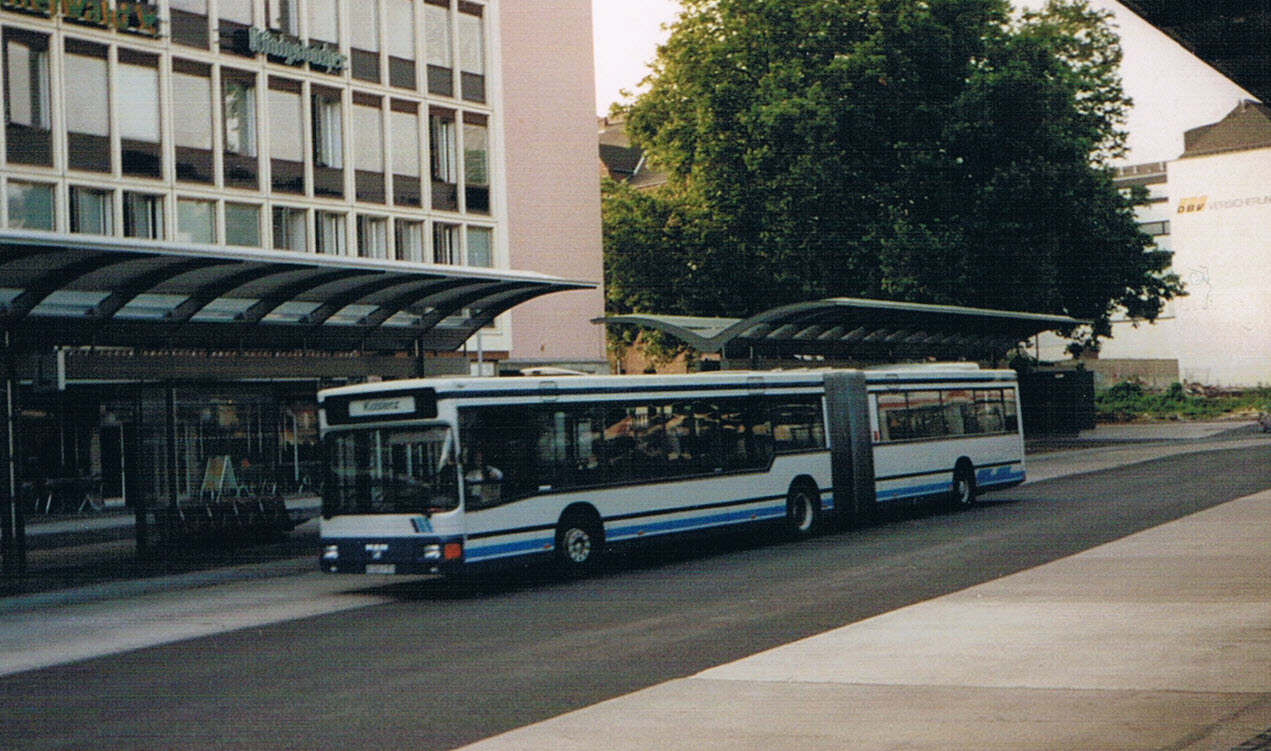
Die Buslinie der KVG Verkehrs GmbH